# Гидроксидиона натрия сукцинат
Гидроксидиона натрия сукцинат (Предион для инъекций, Predionum рго injectionibus) — (5бета)-21-(3-Карбокси-1-оксопропокси)прегнан-3,20-дион) — средство для неингаляционной анестезии.

## Синонимы
Виадрил, Hydroxydioni Natrii succinas, Hydroxydione Sodium succinate, Pregnocin-natrium, Presuren, Viadril.

## Общая информация
По химическому строению предион близок к стероидным гормонам, но гормональными свойствами не обладает, а оказывает снотворное и наркотическое действие.
Наркотический эффект предиона после однократного внутривенного введения продолжается обычно 30—40 мин.
Растворы предиона для инъекций готовят непосредственно перед употреблением. В качестве растворителей применяют 5 % раствор глюкозы, изотонический раствор натрия хлорида 0,25 % раствор новокаина или стерильную воду для инъекций.
Применяют предион в растворах разной концентрации (от 0,5 % до 5 %), чаще используют 2,5—5 % раствор.
Начальная доза для вводного наркоза составляет 10—12 мг/кг, а для базисного и самостоятельного наркоза 15—20 мг/кг. Общая доза колеблется в зависимости от вида наркоза, массы тела и состояния больного от 0,5 до 3,5 г при необходимости и более. Вводят раствор в вену большого калибра (обычно локтевую) через иглу с большим просветом. Скорость введения — 1 г в течение 3—5 мин. Вводить препарат в вены нижних конечностей и в небольшие вены не рекомендуется, так как при этом чаще возникает раздражение сосудистой стенки. Введение препарата под кожу не допускается.
Действие предиона проявляется обычно через 3—5 мин. после введения. Капельное введение 0,5—1 % раствора вызывает поверхностный наркоз через 15—20 мин. Продолжением капельного введения можно поддерживать поверхностный наркоз.
Предион хорошо расслабляет мускулатуру, не оказывает существенного влияния на дыхание и сердечно-сосудистую систему. В связи с маловыраженным влиянием на углеводный обмен может применяться при сахарном диабете.
Основным осложнением при использовании предиона является раздражение внутренней стенки вен, сопровождающееся болью по ходу сосуда во время введения препарата; в дальнейшем возможны уплотнение вен и развитие флебита. Для предупреждения этого осложнения при применении предиона рекомендуется в качестве растворителей использовать растворы глюкозы, натрия хлорида и новокаина; кроме того, до введения предиона следует ввести в вену 0,25—0, 5 % раствор новокаина, а после окончания введения предиона (не вынимая иглы из вены) «промыть» вену указанными растворителями (10—20 мл).
При появлении болей во время введения раствора предиона следует произвести массаж предплечья и придать конечности возвышенное положение.
Тромбофлебит является противопоказанием к использованию предиона.
В настоящее время практически не применяется в клинике.

### Противопоказания
Применяют для внутривенного вводного, базисного, а также для самостоятельного мононаркоза. К вводному предионовому наркозу прибегают в случаях, когда противопоказаны барбитураты. Применение предиона для базисного наркоза (в сочетании с эфиром, закисью азота, фторотаном) позволяет уменьшить количество основных средств для наркоза, необходимое для проведения анестезии. Препарат потенцирует действие мышечных релаксантов, что даёт возможность уменьшить их дозу.

### Физические свойства
Белая или белая с желтоватым оттенком пористая масса или порошок. Растворим в воде. Растворы имеют щелочную реакцию (pH 8,5—9,5).

### Форма выпуска
- в герметично закрытых флаконах или ампулах вместимостью 20 мл с содержанием 0,5 г препарата.

### Хранение
Список Б в защищённом от света месте. 3а рубежом выпускается также препарат «Виадрил Г» («Viadril G»), содержащий виадрил (предион) с добавлением гликокола. Препарат оказывает меньшее, чем обычный виадрил, раздражающее действие на сосудистую стенку.